# Psycho-Pass
Psycho-Pass (サイコパス, Saiko Pasu, romanisé en PSYCHO-PASS au Japon) est une série d'animation cyberpunk japonaise produite par le studio Production I.G, co-réalisée par Katsuyuki Motohiro et Naoyoshi Shiotani et écrite par Gen Urobuchi. L'histoire se déroule dans un futur dystopique totalitaire, où la santé mentale de chaque citoyen de la société japonaise est quantifiée à l'aide de dispositifs informatiques omniprésents permettant de repérer des futurs criminels. L'histoire tourne autour de Shinya Kōgami et Akane Tsunemori ainsi que les autres membres de la Division 1 du Bureau de la sécurité publique (BSP).
Elle est diffusée sur Fuji TV dans la case horaire noitaminA entre octobre 2012 et mars 2013. Une deuxième saison de onze épisodes est diffusée entre octobre et décembre 2014, suivi d'un film d'animation en janvier 2015. Une trilogie de films intitulée Psycho-Pass: Sinners of the System est sortie entre janvier et mars 2019. Une troisième saison est diffusée entre octobre et décembre 2019, suivi du film d'animation Psycho-Pass 3: First Inspector en mars 2020. Un nouveau film d'animation intitulée Providence est prévu pour le 12 mai 2023. Dans les pays francophones, la série est diffusée en streaming sur Anime Digital Network, Netflix ou Amazon Prime Video, ainsi qu'à la télévision sur J-One et France 4. Elle est également éditée en DVD par Kana Home Video. Psycho-Pass : Providence sortira au cinéma le 25 Août 2023 en France.
Plusieurs adaptations en manga et light novels ont vu le jour depuis 2012.

## Contexte
En 2112, au Japon, Sibyl, un système informatique, a transformé la société en "monde parfait". Grâce aux caméras, drones et scanneurs omniprésents, Sibyl est capable d'analyser et quantifier la santé mentale et morale des citoyens (ce qui donne le "Psycho-Pass") et ainsi d'identifier les personnes susceptibles de commettre un crime.
Lorsqu'un citoyen dépasse la norme, les inspecteurs du Bureau de la Sécurité publique accompagnés de leurs exécuteurs (personnes possédant un "Psycho-Pass" anormalement haut), poursuivent et appréhendent ces personnes pour leur faire suivre une thérapie, les enfermer ou les abattre sur place.
C'est dans ce monde qu'embarque Akane Tsunemori, nouvelle inspectrice venant tout juste de rejoindre la Division 1 du Bureau de la Sécurité publique. Elle souhaite faire régner véritablement et loyalement la justice, cependant elle apprend que les jugements de Sibyl ne sont pas si parfaits que ses collègues le pensent.

## Univers
Psycho-Pass se déroule dans un Japon futuriste gouverné par le Système Sibyl (シビュラシステム, Shibyura Shisutemu), un puissant réseau informatique biomécatronique qui mesure sans cesse les biométriques des cerveaux et des mentalités des citoyens japonais à l'aide d'une "analyse cymatique". L'évaluation résultante est appelée un Psycho-Pass (サイコパス, Saikopasu), qui comprend un indice numérique de Coefficient de Criminalité (犯罪係数, Hanzaikeisū), révélant le potentiel de criminalité du citoyen, ainsi qu'une teinte codée en couleur, alertant les forces de l'ordre sur d'autres données, ainsi que sur l'amélioration (éclaircissement) ou la détérioration (assombrissement) dudit Psycho-Pass. Lorsque l'indice de Coefficient de Criminalité d'un individu ciblé dépasse le seuil accepté (100), il est poursuivi, appréhendé et soit arrêté, soit tué par les agents de terrain du Département d'Investigation Criminelle de la Brigade de la Sécurité Publique du Ministère du Bien-être. Les officiers d'élite connus sous le nom d'Inspecteurs enquêtent et évaluent les scènes de crime, y compris tout le personnel impliqué, avec l'aide des Exécuteurs. Les Exécuteurs sont des criminels latents chargés de protéger les Inspecteurs, ajoutant leur expertise et exécutant les instructions des Inspecteurs. Les deux sont équipés d'armes portatives personnellement activées appelées "Dominators", dont les scanners intégrés fournissent le Psycho-Pass immédiat de la cible. L'arme de type pistolet ne peut être utilisée que lorsqu'elle est approuvée par le Système Sibyl et déclenchée par son propriétaire. Les Inspecteurs et les Exécuteurs travaillent en équipe, bien que les Inspecteurs aient la compétence de tirer avec leurs Dominators sur les Exécuteurs s'ils représentent un danger pour le public ou pour les Inspecteurs eux-mêmes,.

## Personnages
Shinya Kōgami (狡噛 慎也, Kōgami Shin'ya)
Exécuteur de 28 ans, il était auparavant inspecteur jusqu'à ce que son coefficient de criminalité augmente durant une enquête. Lorsque Sasayama, l'exécuteur agissant sous ses ordres et enquêtant sur le cerveau de l'investigation fut tué, il se consacra beaucoup trop à trouver le coupable. Le système Sibyl le rétrograda alors en tant qu'Exécuteur de la Division 1. Durant la série, il découvre que le responsable indirect de la mort de Sasayama est Shōgo Makishima ; il met alors tout en œuvre pour capturer, puis tuer celui-ci.
Akane Tsunemori (常守 朱, Tsunemori Akane)
Héroïne de 20 ans et nouvelle inspectrice de la Division 1, elle est considérée comme un citoyen modèle, d'une part par son Psycho-Pass très faible et d'autre part pour son score maximal lui permettant de rejoindre n'importe quel poste. Elle intègre la police car personne d'autre n'a obtenu une note aussi élevée qu'elle pour ce poste, alors que d'autres ont obtenu des scores similaires pour des fonctions plus importantes ; elle estime donc qu'elle seule est faite pour ce travail, et qu'il lui permettra de comprendre le but de son existence. D'abord très naïve, elle gagne en maturité sous l'influence de ses collègues, notamment Shinya Kōgami, sur lequel elle tire dès leur première enquête. Elle le soutient ensuite dans son enquête sur Makishima. Contactée par Sybil qui se dévoile à elle, Tsunemori doit s'assurer que Makishima - dont l'esprit est unique - soit gardé en vie pour pouvoir se joindre à Sybil. Après son échec, elle conserve tout de même son poste, Sybil souhaitant continuer à l'observer pour prévoir les futures modifications du système pour s'adapter à une quelconque opposition humaine. Ginoza étant devenu Exécuteur, naturellement, elle devient la chef de la Division 1. À partir de cet instant, l'héroïne se révèle et change de personnalité, plus sombre, et ressemble beaucoup à Shinya Kôgami notamment par sa capacité de déduction hors normes.
Nobuchika Ginoza (宜野座 伸元, Ginoza Nobuchika)
Ginoza est devenu inspecteur en même temps que Shinya Kôgami ; son père Tomomi Masaoka étant considéré comme un criminel potentiel, et le Psycho-Pass étant considéré comme potentiellement héréditaire, il est obligé de faire plus attention à son Psycho-Pass. Son collègue s'étant également fait rétrograder, il est très attaché à fixer une limite entre Inspecteurs et Exécuteurs, qu'il tente d'inculquer à Tsunemori, en pure perte. Soumis en tant que chef de la Division 1 à sa hiérarchie, qui n'est en fait que le porte-parole de Sybil, il est obligé de mettre en œuvre des décisions qu'il désapprouve. Ce stress induit obscurcit son Psycho-Pass, au point de le faire basculer en tant que criminel potentiel lorsque son père est tué en tentant de le protéger. Il devient ensuite Exécuteur et reste à Division 1.
Ginoza est un personnage plutôt froid qui attache de l'importance au parfait respect des règles. Son rejet de son père, source de ses problèmes pour intégrer la société, le pousse à porter des lunettes et utiliser le nom de sa mère ; les liens familiaux qui unissent Ginoza et Masaoka ne sont jamais évoqués que par leur hiérarchie, ou lors de leurs têtes-à-têtes.

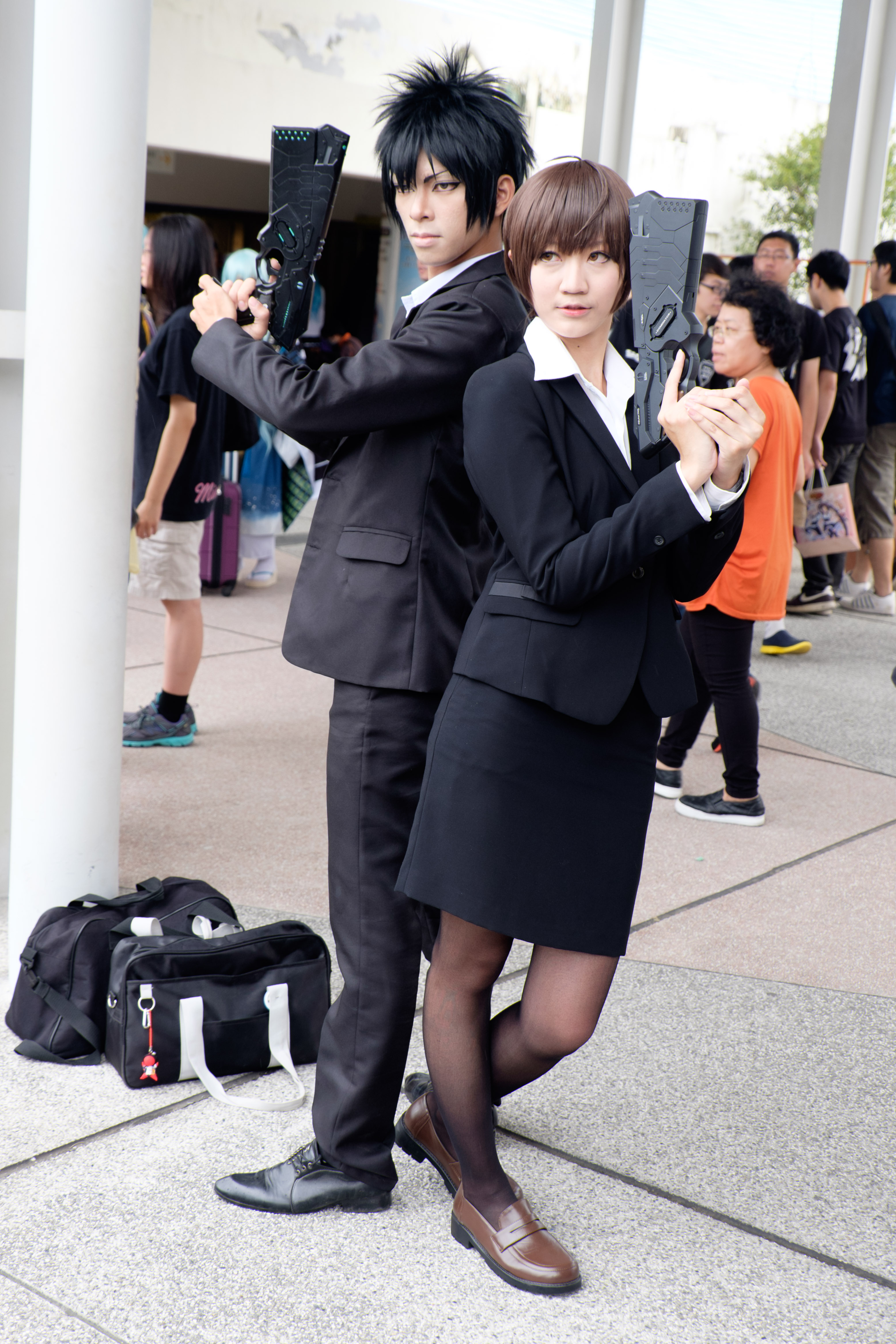
Cosplay de Shinya Kōgami et Akane Tsunemori.

Tomomi Masaoka (征陸 智己, Masaoka Tomomi)
Ancien Inspecteur, il a vu la naissance des Dominators et du système Sibyl. À force de rejeter le nouveau système, son Psycho-Pass s'est assombri et il était devenu un criminel potentiel lorsqu'il a enfin accepté sa nouvelle société. Il est alors devenu Exécuteur, sous les ordres de son fils. Il fait profiter Tsunemori de son expérience, et apporte de l'aide à Kōgami lorsque celui-ci fuit le BSP. Il ne s'oppose jamais à son fils directement, préférant lui suggérer une meilleure façon de faire les choses ; exceptionnellement, il le remettra à sa place lorsque Ginoza rend Tsunemori responsable de la disparition de Kōgami lors du guet-apens tendu par Makishima. Il est tué par l'explosion d'une bombe utilisée par Makishima visant son fils.
Tomoni Masaoka est une personne plutôt sympathique, sorte de doyen de Division 1. Son bras gauche est une prothèse métallique.
Shūsei Kagari (縢 秀星, Kagari Shūsei)
De nature enjouée et joueur, il adore taquiner Akane et les autres membres de l'équipe. Sous son aspect plutôt superficiel, il nourrit une profonde haine du système Sibyl, ayant été détecté comme criminel potentiel dès sa naissance. Lors de l'assaut de Makishima sur le ministère du bien-être social, il se charge de fouiller les sous-sols, dans lesquels se trouve caché le système Sybil. Après avoir suivi l'un des complices de Makishima, il découvre à son tour le secret de Sybil, et est abattu par la directrice du BSP pour éviter toute révélation au grand public. Sa mort est cachée à tous, sauf à Tsunemori, à qui Sybil la confirme plus tard.
Yayoi Kunizuka (六合塚 弥生, Kunizuka Yayoi)
Ancienne musicienne autorisée à pratiquer son art par Sibyl, sa passion assombrit son Psycho-Pass, ce qui a pour conséquence de la faire placer en détention. Malgré tout, elle garde l’espoir de sortir de prison en éclaircissant son Psycho-Pass et refuse au début la proposition de Ginoza de devenir Exécuteur. Cependant elle décide d'aider la Division 1 lorsqu'un groupe de résistants est localisé dans son ancien quartier de villégiature. Au cours de l'opération elle retrouve une ancienne amie interprète (non autorisée) devenue résistante et opposée à l'oracle Sibyl. Craignant que son amie ne finisse exécutée, Yayoi tente de la ramener à la raison mais sans succès. Elle comprend donc que le pouvoir est nécessaire et décide de devenir Exécuteur. Kōgami lui apprend alors que de toute façon, personne ne sort jamais une fois en détention, à moins d'être Exécuteur. Elle et l'analyste Karanomori ont une relation intime, semblant toutefois dénuée de tendresse.
D'apparence froide au départ, elle ne fait pas pour autant preuve d'hostilité envers ses collègues, excepté Tsunemori qu'elle juge trop naïve. Elle semble avoir toutefois totalement confiance en cette dernière à la fin de la saison 1. L'épisode 12 lui est consacré.
Shion Karanomori (唐之杜 志恩, Karanomori Shion)
Criminelle latente, Sibyl la charga au rôle d'Analyste de la Sécurité publique, elle s'occupe également de la santé et de la surveillance de la BSP. Elle appelle familièrement l'inspecteur Tsunemori « Akane-chan ». Elle et l'Exécuteur Kunizuka ont une relation intime.
Shōgo Makishima (槙島 聖護, Makishima Shōgo)
Antagoniste principal du manga, c'est un humaniste, doté d'une très grande culture littéraire ainsi que d'un charisme unique, il charme et pousse des personnes aux crimes. Considéré comme « criminellement asymptomatique » : il ne peut être évalué correctement par un Dominateur, alors qu'il commet d'horribles crimes. Il se contente au début de la série de soutenir des individus souhaitant pouvoir commettre des crimes, afin de les aider à se cacher de Sybil. Puis il travaille à percer le secret du système Sibyl et le renverser. Après avoir inventé un casque copiant le Psycho-Pass d'une personne proche « normale », et ainsi masquer celui du porteur, et en avoir inonder la ville pour créer des émeutes et l'anarchie, il part investir le Ministère du Bien-être pour tenter de renverser le système. Appréhendé par Tsunemori et Kōgami, Sybil, par l'intermédiaire d'un de ses représentants, lui propose de rejoindre le système, qui n'est composé que d'esprits semblables au sien. Ayant refusé et s'étant évadé, il essaie en dernier recours d'empoisonner la céréale qui permet l'autosuffisance alimentaire, afin d'obliger le gouvernement à s'ouvrir au reste du monde. Finalement, il est abattu par Kōgami.
Joshu Kasei (禾生 壌宗, Kasei Joshu)
C'est la chef du BSP, à laquelle se réfèrent tous les chefs d'unité. Elle est en fait un corps artificiel qui sert de réceptacle à Sybil et ses représentants. À cette fin, elle oblige ses subordonnés à suivre des directives contraires à leurs ordres habituels. Elle oblige notamment Ginoza à enquêter sur la disparition de Kagari (qu'elle a tué), puis sur l'évasion de Makishima (alors qu'elle essayait de le convaincre de rejoindre Sybil). Elle lui ordonne également de retirer Kōgami de cette dernière mission, craignant que Makishima ne soit tué. Ginoza ayant tenté de contourner cet ordre, en transférant Kōgami à la Division 2 (chargée désormais de retrouver Kagari), elle l'incite à tirer avec son Dominateur sur Kōgami, tandis qu'elle modifie le réglage de l'arme pour que le tir soit mortel. Sa manœuvre ayant échoué, elle se rabat sur Tsunemori pour exécuter la mission.

## Anime

### Série d'animation
La production de la série télévisée d'animation est annoncée en mars 2012. Elle est produite par le studio Production I.G, et le design des personnages est confié à Akira Amano. Les 22 épisodes sont diffusés dans la case horaire noitaminA du 12 octobre 2012 au 22 mars 2013, et sont regroupés en huit coffrets DVD/Blu-ray sortis entre le 21 décembre 2012 et le 26 juillet 2013 au Japon. La série est licenciée par Funimation Entertainment en Amérique du Nord,.
Une nouvelle version en 11 épisodes contenant des scènes inédites est diffusée à partir de juillet 2014. Dans les pays francophones, cette version est licenciée et diffusée en streaming par Anime Digital Network et à la télévision sur J-One. Elle est également éditée en DVD par Kana Home Video. Le quatrième épisode de cette dernière version n'a pas été diffusé à la télévision du fait de son contenu proche d'un meurtre commis quelques jours plus tôt par une lycéenne au Japon,. Il est toutefois diffusé sur les plateformes de simulcast.
Une seconde saison et un film d'animation sont annoncés lors de la convention Anime Expo 2013. La seconde saison débute le 9 octobre 2014 sur Fuji TV. Dans les pays francophones, elle est diffusée en streaming sur Anime Digital Network et à la télévision sur J-One. Elle est également diffusée depuis janvier 2015 sur France 4.
Interrogé par le site Dengeki Online, Akitoshi Mori, producteur de la série, a déclaré vouloir réaliser une nouvelle saison de Psycho-Pass sans pour autant avoir de confirmation d'une telle production. En mars 2019, la troisième saison est annoncée pour une diffusion en octobre 2019 sur la case horaire noitaminA de la chaine Fuji Television au Japon,. La saison est diffusée en simulcast sur la plateforme Anime Digital Network.

#### Musiques
| Générique | Épisodes           | Début              | Début                     | Fin                   | Fin        |
| Générique | Épisodes           | Titre              | Artiste                   | Titre                 | Artiste    |
| --------- | ------------------ | ------------------ | ------------------------- | --------------------- | ---------- |
| 1         | Saison 1 : 1 – 11  | abnormalize        | Ling Tosite Sigure        | Namae no nai Kaibutsu | EGOIST     |
| 2         | Saison 1 : 12 – 22 | Out of Control     | Nothing's Carved in Stone | All Alone With You    | EGOIST     |
| 3         | Saison 2 : 1 – 11  | Enigmatic Feeling  | Ling Tosite Sigure        | Fallen                | EGOIST     |
| 4         | Saison 3 : 1 – 8   | Q-Vism             | Who-ya Extended           | Bullet                | Cö shu Nie |
| 5         | Saison 3 : 9 – 11  | Synthetic Sympathy | Who-ya Extended           | Red Strand            | Cö shu Nie |

L'équipe a rencontré des difficultés pour composer un générique d'ouverture pour la série jusqu'à ce que quelqu'un propose une musique de Ling Tosite Sigure, qui a été engagé pour composer le générique d'ouverture. Egoist, qui a composé le générique de fin, avait fait ses débuts sur Noitamina avec Guilty Crown. Shiotani a déclaré qu'ils ont demandé à Egoist d'enregistrer trois versions du générique de fin afin de pouvoir les alterner pour correspondre à la fin de l'épisode. Tout au long de la série, les contraintes de temps ont conduit à la suppression ou au remplacement des chansons de fin par des versions instrumentales pour éviter de couper des scènes de l'épisode. Lorsqu'il y avait des inquiétudes de la part des producteurs des chansons, Tomohiro et Shiotani en ont discuté avec eux. Après la première série, Yugo Kanno a remixé les thèmes originaux de fond car l'équipe les trouvait agréables et ils pourraient être attrayants dans le processus.
Deux CD de Psycho-Pass ont été inclus dans la deuxième et la cinquième sortie japonaise de supports physiques de la série. La bande originale originale de Psycho-Pass a été publiée par Sony Music Entertainment le 29 mai 2013. Elle comprend cinquante-cinq pistes composées par Kanno. La deuxième bande originale a été publiée le 18 mars 2015. Un CD audio en deux volumes intitulé Namae no nai kaibutsu (名前のない怪物, littéralement « Le monstre sans nom ») adapté du roman préquelle a été publié entre le 25 septembre et le 27 novembre 2013.

### Films d'animation
Le film d'animation Psycho-Pass: The Movie est sorti le 9 janvier 2015 dans les cinémas japonais. Il paraît en Blu-Ray et DVD le 15 juillet 2015 au Japon.
Trois films nommés Psycho-Pass: Sinners of the System Case.1 Tsumi to Bachi, Psycho-Pass: Sinners of the System Case.2 First Guardian et Psycho-Pass: Sinners of the System Case.3 Onshū no Kanata ni sont sortis le 25 janvier, le 15 février et le 8 mars 2019, respectivement, au Japon.
Le film Psycho-Pass 3: First Inspector est sorti le 27 mars 2020.
A l'occasion du 10e anniversaire de la franchise en 2022, la production du film Psycho-Pass Providence est annoncée. Celui-ci sort le 12 mai 2023 au Japon. En France, le film est sorti au cinéma le 25 août 2023.

### Doublage
| Personnages      | Voix japonaises  | Voix françaises                            |
| ---------------- | ---------------- | ------------------------------------------ |
| Shinya Kōgami    | Tomokazu Seki    | Alan Aubert                                |
| Akane Tsunemori  | Kana Hanazawa    | Aurélie Turlet                             |
| Shion Karanomori | Miyuki Sawashiro | Christine Pâris                            |
| Shūsei Kagari    | Akira Ishida     | Franck Sportis Jean-Pierre Leblan (film)   |
| Nobuchika Ginoza | Kenji Nojima     | Laurent Jacquet                            |
| Yayoi Kunizuka   | Shizuka Itō      | Mélanie Nostry                             |
| Shōgo Makishima  | Takahiro Sakurai | Stéphane Roux-Weiss Laurent Jacquet (film) |
| Tomomi Masaoka   | Kinryu Arimoto   | Yann Pichon                                |
| Dominateur       | Noriko Hidaka    | Sylvie Ferrari                             |
| Yuki Funahara    | Koiwai Kotori    | Frédérique Marlot                          |
| Kaori Minase     | Kozue Harashima  | Olivia Dutron Frédérique Marlot (film)     |
| Yuji Kanehara    | Satoshi Tsuruoka | Vincent de Bouard                          |

- Version française
  - Société de doublage : MediaCenter Post-Production[35]
  - Direction artistique : Emmanuel Fouquet[35]
  - Adaptation des dialogues : Emmanuel Fouquet, Bruno Méyère[35]

## Manga

Logo original du manga Inspecteur Shinya Kôgami.

Un manga adapté de la série éponyme illustré par Hikaru Miyoshi, ayant pour titre Inspecteur Akane Tsunemori (監視官 常守朱, Kanshikan Tsunemori Akane), est prépublié dans le magazine Shūeisha Jump Square entre le 2 novembre 2012 et le 4 décembre 2014,. Le premier volume tankobon est publié par Shueisha le 4 février 2013. En novembre 2013, le tirage de la série s'élève à plus de 380 000 exemplaires, et en décembre 2014 à plus d'un million d'exemplaires. La version française est éditée par Kana dans la collection « Dark Kana ».
Un second manga intitulé Inspecteur Shinya Kôgami (監視官 狡噛 慎也, Kanshikan Kogami Shinya) a débuté le 30 juin 2014 dans le magazine Monthly Comic Blade puis repris dans le magazine Monthly Comic Garden entre septembre 2014 et fin 2017, tous deux de l'éditeur Mag Garden. Il est dessiné par Natsuo Sai et écrit par Midori Gotou et Production I.G. La version française est éditée par Kana dans la collection « Dark Kana », le premier tome étant sorti en juin 2016.
La seconde saison de l'anime est également adaptée en manga dans le magazine Monthly Comic Garden entre 2014 et 2017. La version française est éditée par Kana dans la collection « Dark Kana ».
Les trois films Psycho-Pass: Sinners of the System sont adaptés en manga par Natsuo Sai. Le film Psycho-Pass 3: First Inspector est aussi adapté en manga par Saru Hoshino.

### Inspecteur Akane Tsunemori
| no | Japonais          | Japonais          | Français         | Français          |
| no | Date de sortie    | ISBN              | Date de sortie   | ISBN              |
| -- | ----------------- | ----------------- | ---------------- | ----------------- |
| 1  | 4 février 2013    | 978-4-08-870623-8 | 8 septembre 2017 | 978-2-5050-6986-7 |
| 2  | 4 juin 2013       | 978-4-08-870765-5 | 17 novembre 2017 | 978-2-5050-6987-4 |
| 3  | 1er novembre 2013 | 978-4-08-870826-3 | 19 janvier 2018  | 978-2-5050-7034-4 |
| 4  | 4 avril 2014      | 978-4-08-880118-6 | 16 mars 2018     | 978-2-5050-7035-1 |
| 5  | 4 août 2014       | 978-4-08-880162-9 | 25 mai 2018      | 978-2-5050-7036-8 |
| 6  | 5 janvier 2015    | 978-4-08-880284-8 | 6 juillet 2018   | 978-2-5050-7037-5 |

### Inspecteur Shinya Kôgami
| no                                                                                  | Japonais         | Japonais          | Français          | Français          |
| no                                                                                  | Date de sortie   | ISBN              | Date de sortie    | ISBN              |
| ----------------------------------------------------------------------------------- | ---------------- | ----------------- | ----------------- | ----------------- |
| 1                                                                                   | 10 octobre 2014  | 978-4-8000-0367-6 | 10 juin 2016      | 978-2-5050-6657-6 |
| Au Japon, le tome 1 est également sorti en édition limitée (ISBN 978-4-8000-0368-3) |                  |                   |                   |                   |
| 2                                                                                   | 10 avril 2015    | 978-4-8000-0436-9 | 2 décembre 2016   | 978-2-5050-6658-3 |
| Au Japon, le tome 2 est également sorti en édition limitée (ISBN 978-4-8000-0425-3) |                  |                   |                   |                   |
| 3                                                                                   | 10 décembre 2015 | 978-4-8000-0522-9 | 17 mars 2017      | 978-2-5050-6658-3 |
| 4                                                                                   | 10 août 2016     | 978-4-8000-0601-1 | 18 août 2017      | 978-2-5050-6910-2 |
| 5                                                                                   | 10 juillet 2017  | 978-4-8000-0700-1 | 16 mars 2018      | 978-2-5050-7184-6 |
| 6                                                                                   | 10 janvier 2018  | 978-4-8000-0740-7 | 21 septembre 2018 | 978-2-5050-7196-9 |

## Light novels
Une première adaptation en light novels de deux volumes est commercialisée par Mag Garden le 4 février et le 4 avril 2013,. Une préquelle intitulée Namae no Nai Kaibutsu (名前のない怪物) est publié sur le site de noitaminA avant d'être commercialisée le 4 février 2013.
Une deuxième série est publiée du 25 juin au 25 septembre 2014 dans le magazine S-F Magazine, avant d'être compilé en un volume par Hayakawa Publishing en octobre 2014. Il s'agit de quatre histoires basées sur les personnages de Choe Gu-sung, Shusei Kagari, Yayoi Kunizuka et Shion Karanomori. Un livre intitulé Psycho Pass Genesis est sorti en décembre 2014 et raconte les origines du système Sibyl.

## Jeux vidéo
Des visual novels nommés Chimi Chara Psycho-Pass sont inclus dans certains DVD de la première saison télévisée,.
En mai 2014, une adaptation par 5pb. est annoncée. Le jeu est basé sur une histoire originale écrite par Gen Urobuchi. Intitulé Psycho-Pass: Mandatory Happiness, il est sorti le 28 mai 2015 au Japon sur Xbox One et le 16 septembre 2016 sur PlayStation 4 et PlayStation Vita en Europe.